# Símil (actor)
Símil (en llatí Simylus, en grec antic Σίμυλος) fou un actor tràgic grec del temps de Demòstenes.
Demòstenes l'anomena Σιμμύκᾳ, però el nom de Símil que li dona Mausac sembla més probable. Ateneu de Naucratis en fa menció, citant com a referència a Teofrast. Encara que ha estat confós sovint amb Símil, el poeta còmic del mateix nom, el més probable és que fossin dos personatges diferents.